# 아나톨리 세르듀코프

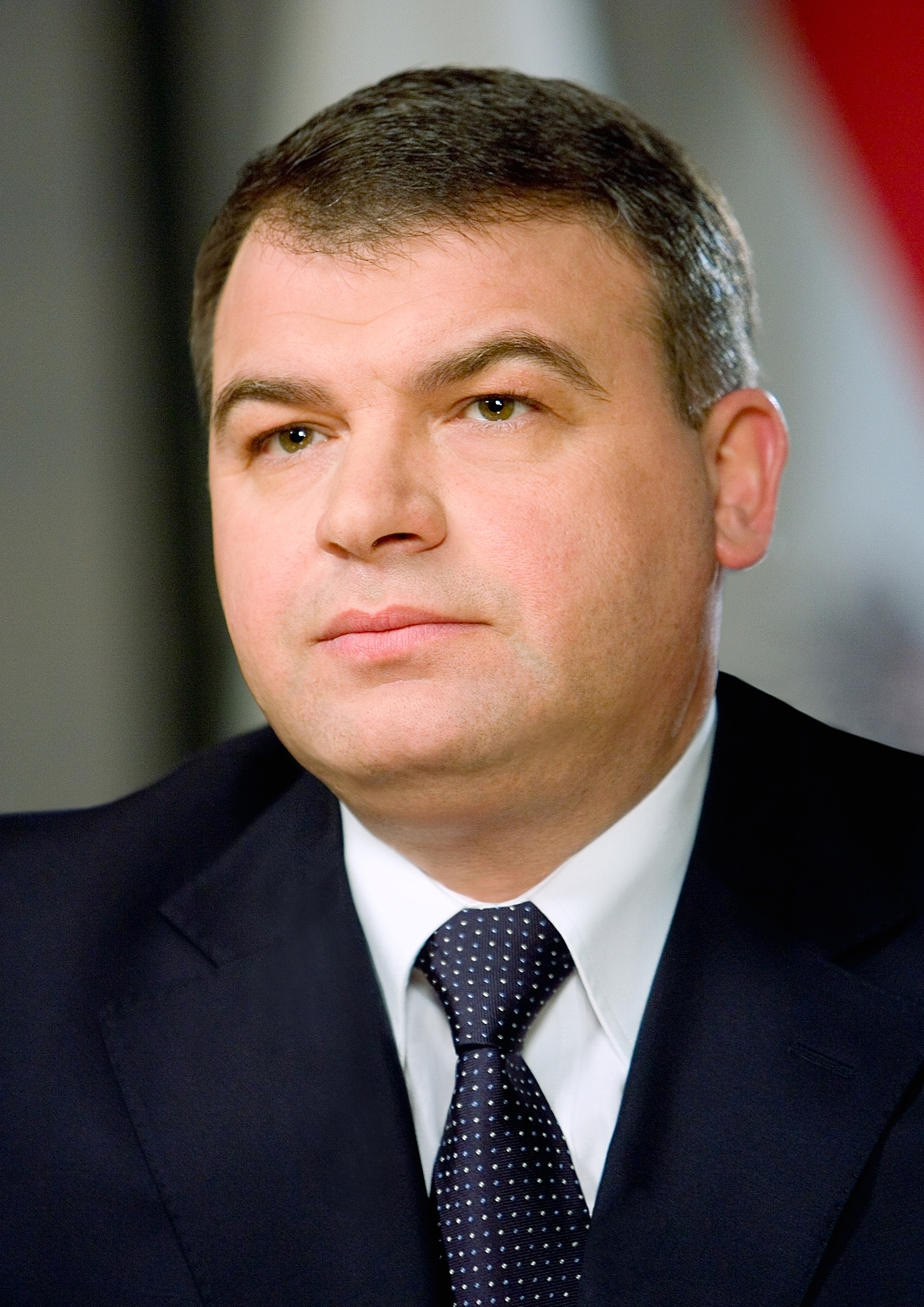
아나톨리 에두아르도비치 세르듀코프 러시아 연방 국방부 장관

아나톨리 에두아르도비치 세르듀코프(러시아어: Анатолий Эдуардович Сердюкóв, 1962년 1월 8일~)는 러시아 연방의 기업인이자 정치인이다. 2007년 2월 15일부터 2012년 11월 6일까지 러시아 연방 국방부 장관을 역임하였다. 러시아 연방 국방부 장관 재직 시절에 러시아 연방군의 주요 개혁을 실시한 것으로 알려져 있다. 러시아 연방 국방부 횡령사건의 여파로 러시아 연방 국방부 장관직에서 물러났으며, 세르게이 쇼이구가 후임 러시아 연방 국방부 장관이 되었다.
소비에트 사회주의 공화국 연방 크라스노다르 지방 출생이다.

## 같이 보기
- 블라디미르 푸틴
- 빅토르 줍코프
- 빅토르 이바노프